# Parva Domus
La Parva Domus o Parva Domus Comunis (Casa Piccola del Comune) è un edificio storico, già menzionato in documenti del 1353 e del 1378, è situato al centro della Città di San Marino; esso si affaccia su Piazza della Libertà e sorge di fronte al Palazzo Pubblico  sede delle più importanti istituzioni della Repubblica. Da qualche anno è sede della Segreteria di Stato per gli Affari Interni.